# Cesare Castiglioni
Cesare Castiglioni (Arluno, 14 gennaio 1806 – Milano, 8 ottobre 1871) è stato un medico italiano, fondatore della Croce Rossa Italiana.

## Biografia
Cesare Castiglioni nacque ad Arluno in provincia di Milano da Giuseppe, medico, e Rosa Pogliani.
Dopo aver compiuto a Milano gli studi al liceo di Sant'Alessandro, oggi Liceo Beccaria, nel 1831 ottenne la laurea in medicina all'Università degli Studi di Pavia, dove divenne assistente di Giuseppe Corneliani alla cattedra di clinica medica e terapia speciale. Nel 1832 è medico aggiunto alla direzione dell'ospedale civico di Pavia, carica che lascerà l’anno dopo. Nel settembre del 1832 è con Luigi Sacco a Vienna al Congresso dei Naturalisti e Medici della Germania per studiarvi il colera. Nel 1833 è medico assistente all’Ospedale Maggiore di Milano, dove rimane per circa vent’anni. Dopo la pubblicazione dei ricordi di Henry Dunant durante la battaglia di Solferino nel 1859, fondò l'Associazione Medica Italiana con l'intento di allargare la sfera di competenza della medicina per addestrare personale civile alla cura dei feriti di guerra.
Aderendo al "Comitato internazionale per il soccorso ai militari feriti in tempo di guerra" appena costituitosi a Ginevra, fondò il 15 giugno del 1864 la Croce Rossa Italiana di cui fu anche primo presidente, sempre nello stesso anno con Andrea Verga e Serafino Biffi fondò l'Archivio italiano per le malattie nervose e più particolarmente per le alienazioni mentali, la prima rivista specialistica pubblicata in Italia. Pubblicò numerose opere sulla Gazzetta Medica di Lombardia, sui vari Diari Accademici e Annali Universali di Medicina.
Morì a Milano l’8 ottobre 1871. I suoi resti si trovano in una celletta del Cimitero Monumentale di Milano. Dal 2 novembre 2012, il suo nome figura iscritto al Famedio del cimitero.